# 34000 Martinmatl
34000 Martinmatl è un asteroide della fascia principale. Scoperto nel 2000, presenta un'orbita caratterizzata da un semiasse maggiore pari a 2,5477352 au e da un'eccentricità di 0,1844590, inclinata di 5,12731° rispetto all'eclittica. Ha un diametro di 4,503 km.